# Synallactes crucifera
Synallactes crucifera е вид морска краставица от семейство Synallactidae. Видът не е застрашен от изчезване.

## Разпространение и местообитание
Разпространен е в Бахамски острови, Венецуела, Гвиана, Гренада, Испания (Канарски острови), Куба, Мароко, Португалия (Мадейра), САЩ, Тринидад и Тобаго и Хаити.
Обитава крайбрежията и пясъчните дъна на заливи. Среща се на дълбочина от 3435 до 4046 m, при температура на водата около 4,2 °C и соленост 35 ‰.